# Bressay
Bressay è un'isola sull'oceano Atlantico della Scozia nord-orientale, facente parte dell'arcipelago delle Shetland. Conta una popolazione di circa 350 abitanti e si estende per 10,8 km².
Località dell'isola sono Brough, Gunnista e Setter.

## Etimologia
Il toponimo Bressay deriva forse dal norreno Breiðey, che significa "isola estesa". Secondo un'altra ipotesi, deriverebbe invece dal norreno Brus-Øy e significherebbe "isola di Brusi", con riferimento ad un capo vichingo..

## Geografia e geologia
Bressay sorge a sud di Whalsay, ad ovest di Noss e a nord di Mousa; si trova di fronte alla costa sud-orientale dell'isola di Mainland e, più precisamente, di fronte alla località di Lerwick. Da Mainland, Bressay è separata dal Bressay Sound e con i suoi circa 11 km², risulta la quinta isola maggiore delle Shetland. La popolazione di circa 350 persone è concentrata principalmente a metà della costa ovest, intorno a Glebe e Fullaburn.
L'isola è costituita da Old Red Sandstone, con alcune intrusioni basaltiche. Bressay fu utilizzata in maniera estensiva come cava per materiali da costruzione utilizzati in tutte le Shetland, e specialmente nella vicina Lerwick. Vi sono diverse cave marine e archi. I maggiori degli undici loch dell'isola sono il Loch of Grimsetter ad est e il Loch of Brough.

## Dimensioni
L'isola misura 11 km in lunghezza e 8 km in larghezza.

### Territorio
Il punto più elevato dell'isola è rappresentato dal Ward of Bressay o Ward Hill, che si erge sino ad un'altezza di 258 metri.

## Fauna
Bressay presenta un gran numero di uccelli, specialmente ad est. Il Loch of Grimsetter è un rifugio per trampolieri e cigni selvatici. Nel sud dell'isola si trova una colonia di labbi.

## Storia
Il nome dell'isola potrebbe risalire al 1263 nella forma di 'Breiðoy' (in norreno "isola larga"). Nel 1490 l'isola veniva chiamata "Brusoy", cioè "l'isola di Brusi".
La Pietra di Bressay è un importante esempio di arte dei Pitti. I lati stretti sono incisi con lettere dell'alfabeto ogamico, e le due facce hanno vari esempi di nodi e immagini. La sommità di ogni faccia reca una croce e su un lato sono stati incisi due uomini con il pastorale, insieme a vari animali come cavalli, maiali e quello che sembra il processo di ingestione da parte di due mostri marini; è stato suggerito che la persona in questione sarebbe Giona.
Nel XVII secolo, Bressay era già sviluppata nel campo della pesca e dell'agricoltura. In quel periodo, si registrò, un approdo sull'isola di circa 1.500 velieri olandesi.
Durante la prima e la seconda guerra mondiale furono costruite postazioni di artiglieria per difendere il Bressay Sound.

## Infrastrutture e trasporti
Tra le attrazioni dell'isola vi è il faro di Bressay, mentre a Maryfield si trova un museo, un hotel e la vecchia magione del laird, Gardie House, costruita nel 1724. Il Northern Lights Spa Hotel a Uphouse risulta ospitare le terme più settentrionali della Gran Bretagna.
I traghetti roll-on/roll-off sono frequenti e salpano da Maryfield verso Lerwick su Mainland. Durante i mesi estivi, un servizio di traghetti passeggeri collega la costa est di Bressay con l'area naturale protetta dell'isola di Noss.
La "Lerwick and Bressay Parish Church" (della Chiesa di Scozia) conta tre luoghi di culto. L'edificio della Bressay Church si trova vicino alla Marina, presso la parte centrale della costa occidentale dell'isola.

## Galleria d'immagini

Immagini di Bressay
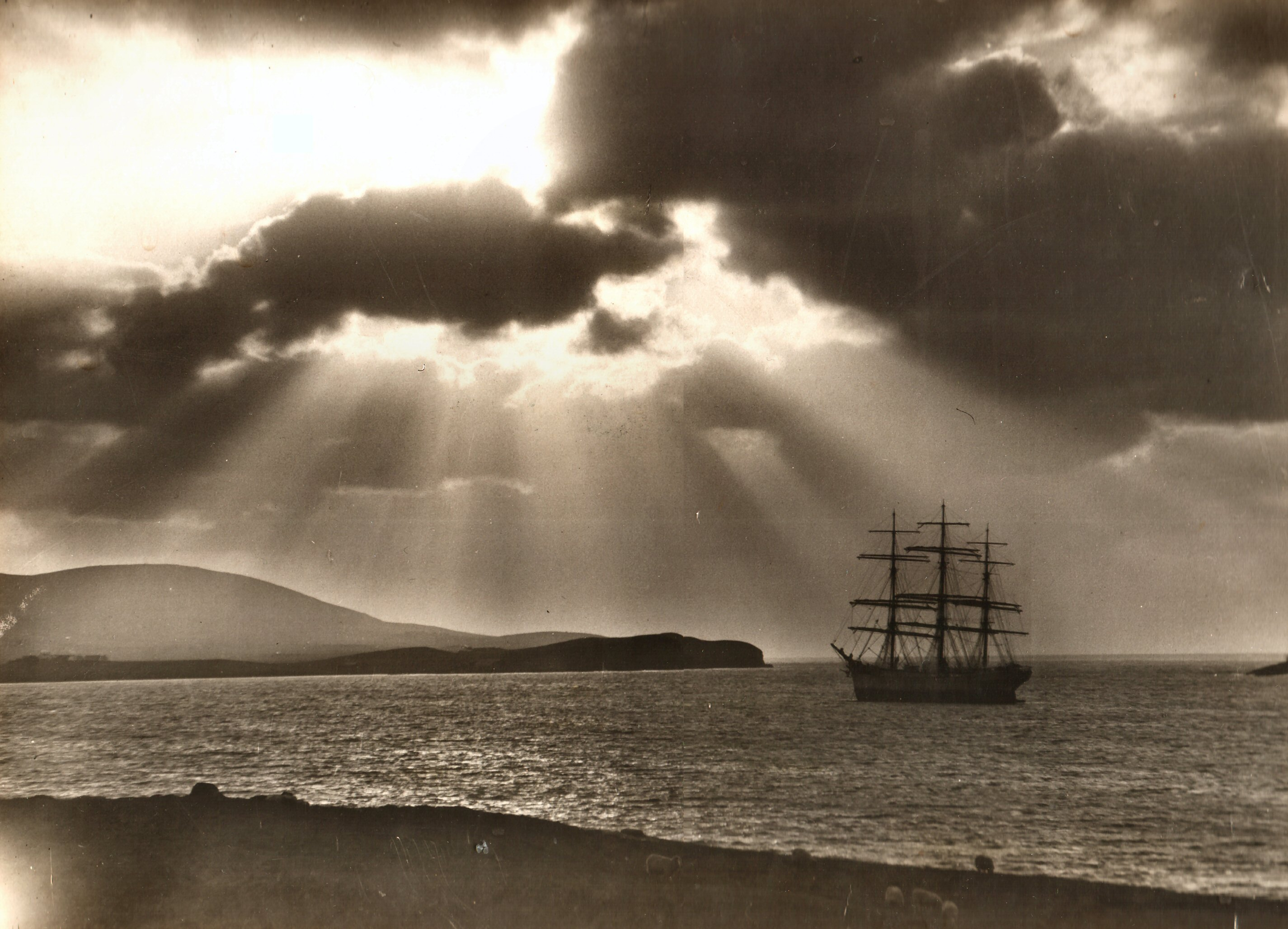
Nave Maella, di Oslo, nel Bressay Sound (circa 1922)
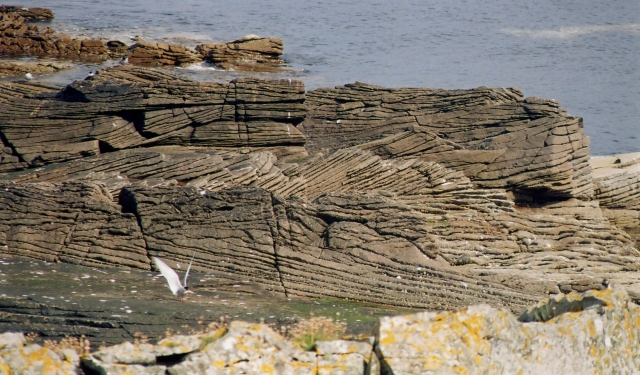
Strati rocciosi in Old Red Sandstone a Bressay
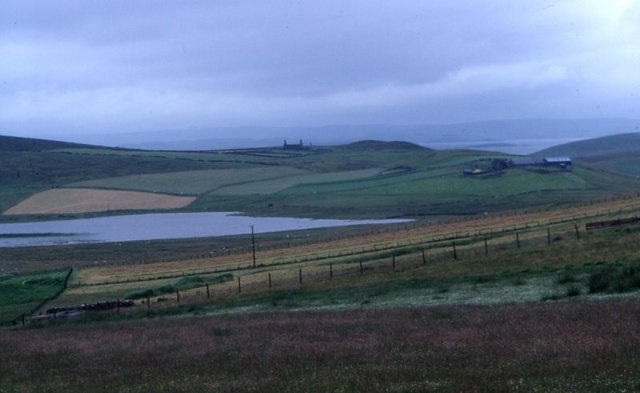
Loch of Setter
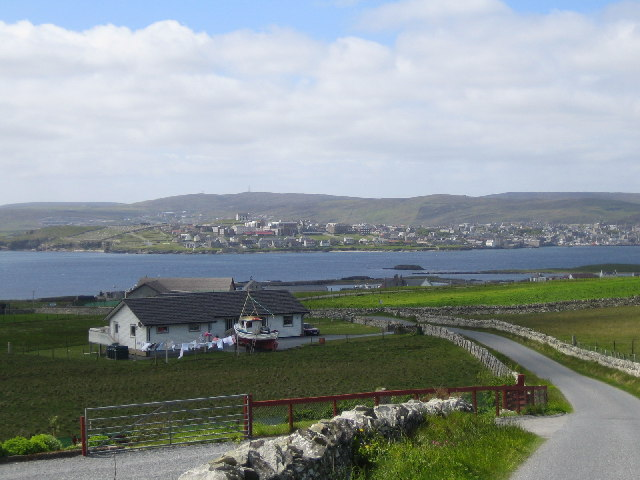
Vista di Lerwick da Bressay
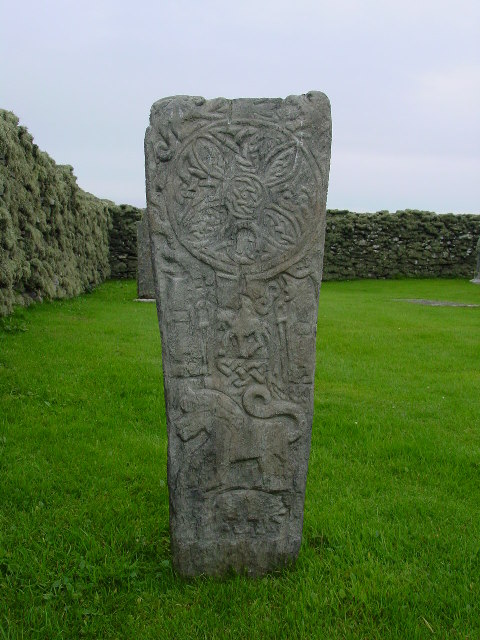
La Pietra di Bressay, arte pittica